# Frances Radclyffe
Lady Frances Radclyffe (1551 – 1602) è stata una nobildonna inglese.

## Biografia
Era la figlia più giovane di Henry Radclyffe, II conte di Sussex, e della sua seconda moglie, Anne Calthorpe, una dama di compagnia di Caterina Parr. Frances aveva un fratello Egremont, e una sorella, Maud che morì in giovane età. Aveva anche due fratellastri: Thomas Radclyffe, III conte di Sussex e Henry Radclyffe, IV conte di Sussex, dal primo matrimonio del padre con Elizabeth Howard.
Non ebbe un'infanzia felice. Quando era una bambina, suo padre aveva gettato la madre fuori di casa con l'accusa di essere bigama con Sir Edmund Knyvet. Nel settembre 1552, sua madre è stata mandata alla Torre di Londra per aver praticato la stregoneria, e in seguito all'ascesa della regina Maria I, Anna, che era un protestante, fuggì sul continente per evitare le persecuzioni mariani. È stato durante l'assenza di Anne che il padre di Frances divorziò dalla madre e tentò, seppur senza successo, di rendere bastardi lei e Egremont. C'è la possibilità che Sir Edmund Knyvet fosse effettivamente il padre naturale di Frances.

## Shane O'Neill
All'inizio del regno della regina Elisabetta I, Frances entrò a corte come una delle sue damigelle d'onore. Fu in questa veste che ha attirato l'attenzione di Shane O'Neill, il capo del clan irlandese O'Neill, che arrivò a Londra nel gennaio 1562 per negoziare con la regina per il titolo di suo padre di Conte di Tyrone.
O'Neill era un uomo violento e ambizioso, dopo aver ucciso molti dei suoi rivali. Divorziò due volte e manteneva la sua ex matrigna come amante. Chiese alla regina di procurargli una "perfetta moglie inglese", e secondo Violet Wilson volle espressamente sposare Lady Frances. La sua proposta di matrimonio venne rifiutata.
Poco dopo, quando Frances andò a visitare il suo fratellastro Thomas, in Irlanda, dove ha servito come Lord Luogotenente, O'Neill riprovò, senza successo, a corteggiarla. La sua insistenza servì solo ad aumentare l'inimicizia del conte verso O'Neill, e aveva cercato di assassinarlo con ogni mezzi, persino con il veleno. Frances ritornò in Inghilterra, e O'Neill sposò la sua amante.

## Matrimonio
Nel mese di luglio 1566, Frances sposò Thomas Mildmay (?-1608). Ebbero tre figli:
- Anne Mildmay (?-1628), sposò Sir Roger Appleton, ebbero un figlio;
- Sir Thomas Mildmay (?-1625);
- Sir Henry Mildmay (1585-1654), sposò Elizabeth D'Arcy[3], ebbero un figlio.

## Morte
Morì nel 1602. La baronia FitzWalter passò ai suoi discendenti.

## Ascendenza
|                                     |                |                                                 | Genitori                             |  |  | Nonni |  |  | Bisnonni                             |  |  | Trisnonni      |  |
|                                     |                |                                                 |                                      |  |  |       |  |  | John Radcliffe, IX barone FitzWalter |  |  | John Radcliffe |  |
|                                     |                |                                                 |                                      |  |  |       |  |  | John Radcliffe, IX barone FitzWalter |  |  | John Radcliffe |  |
|                                     |                | Elizabeth Fitzwalter, VIII baronessa FitzWalter |                                      |  |  |       |  |  | John Radcliffe, IX barone FitzWalter |  |  |                |  |
| Robert Radcliffe, I conte di Sussex |                |                                                 |                                      |  |  |       |  |  | John Radcliffe, IX barone FitzWalter |  |  |                |  |
|                                     |                | Margaret Wheathill                              | Richard Wheathill                    |  |  |       |  |  |                                      |  |  |                |  |
|                                     |                | Margaret Wheathill                              | Richard Wheathill                    |  |  |       |  |  |                                      |  |  |                |  |
|                                     |                | Margaret Wheathill                              | Elizabeth Muston                     |  |  |       |  |  |                                      |  |  |                |  |
| Henry Radclyffe, II conte di Sussex |                | Margaret Wheathill                              |                                      |  |  |       |  |  |                                      |  |  |                |  |
|                                     |                | Henry Stafford, II duca di Buckingham           | Humphrey Stafford, conte di Stafford |  |  |       |  |  |                                      |  |  |                |  |
|                                     |                | Henry Stafford, II duca di Buckingham           | Humphrey Stafford, conte di Stafford |  |  |       |  |  |                                      |  |  |                |  |
|                                     |                | Henry Stafford, II duca di Buckingham           | Margaret Beaufort                    |  |  |       |  |  |                                      |  |  |                |  |
| Elizabeth Stafford                  |                | Henry Stafford, II duca di Buckingham           |                                      |  |  |       |  |  |                                      |  |  |                |  |
|                                     |                | Catherine Woodville                             | Richard Woodville, I conte di Rivers |  |  |       |  |  |                                      |  |  |                |  |
|                                     |                | Catherine Woodville                             | Richard Woodville, I conte di Rivers |  |  |       |  |  |                                      |  |  |                |  |
|                                     |                | Catherine Woodville                             | Jacquette di Lussemburgo-Saint-Pol   |  |  |       |  |  |                                      |  |  |                |  |
| Frances Radclyffe                   |                | Catherine Woodville                             |                                      |  |  |       |  |  |                                      |  |  |                |  |
|                                     | John Calthorpe | William Calthorpe                               |                                      |  |  |       |  |  |                                      |  |  |                |  |
|                                     | John Calthorpe | William Calthorpe                               |                                      |  |  |       |  |  |                                      |  |  |                |  |
|                                     | John Calthorpe | Elizabeth Grey                                  |                                      |  |  |       |  |  |                                      |  |  |                |  |
| Philip Calthorp                     | John Calthorpe |                                                 |                                      |  |  |       |  |  |                                      |  |  |                |  |
|                                     |                | Elizabeth Wentworth                             | Roger Wentworth                      |  |  |       |  |  |                                      |  |  |                |  |
|                                     |                | Elizabeth Wentworth                             | Roger Wentworth                      |  |  |       |  |  |                                      |  |  |                |  |
|                                     |                | Elizabeth Wentworth                             | Margery Despenser                    |  |  |       |  |  |                                      |  |  |                |  |
| Anne Calthorpe                      |                | Elizabeth Wentworth                             |                                      |  |  |       |  |  |                                      |  |  |                |  |
|                                     |                | John Blennerhassett                             | Ralph Blennerhasset                  |  |  |       |  |  |                                      |  |  |                |  |
|                                     |                | John Blennerhassett                             | Ralph Blennerhasset                  |  |  |       |  |  |                                      |  |  |                |  |
|                                     |                | John Blennerhassett                             | Jane Loudham                         |  |  |       |  |  |                                      |  |  |                |  |
| Jane Blennerhassett                 |                | John Blennerhassett                             |                                      |  |  |       |  |  |                                      |  |  |                |  |
|                                     |                | Jane Tyndale                                    | Thomas Tyndale                       |  |  |       |  |  |                                      |  |  |                |  |
|                                     |                | Jane Tyndale                                    | Thomas Tyndale                       |  |  |       |  |  |                                      |  |  |                |  |
|                                     |                | Jane Tyndale                                    | Margaret Yelverton                   |  |  |       |  |  |                                      |  |  |                |  |
|                                     |                | Jane Tyndale                                    |                                      |  |  |       |  |  |                                      |  |  |                |  |